# Capitólio Estadual do Alabama
O Capitólio Estadual do Alabama (em inglês:  Alabama State Capitol) é a sede do governo do estado do Alabama. Localizado na capital Montgomery, situa-se na Goat Hill, extremidade leste da Dexter Avenue.
Foi declarado como Marco Histórico Nacional em 19 de dezembro de 1960, e listado no Registro Nacional de Lugares Históricos em 15 de outubro de 1966.